# Теорія збурень Меллера — Плессета
Теорія збурень Меллера — Плессета (англ. Møller–Plesset perturbation theory) — підхід до врахування електронної кореляції, що полягає у врахуванні вищих збуджених станів в методі Гартрі — Фока та використанні багаточастинкової теорії збурень.
Теорія збурень другого порядку (метод MP2) суттєво покращує розрахунок гартрі-фоківської енергії і завжди приводить до зниження загальної енергії, Однак, врахування вищих рівнів може привести до підвищення енергії і навіть до її переоцінки, що є наслідком невраховування варіаційного принципу. 
Ідея методу вперше запропонована в 1934 році Крістіаном Меллером і Мілтоном Плессетом.